# Beaumotte-lès-Pin
Beaumotte-lès-Pin är en kommun i departementet Haute-Saône i regionen Bourgogne-Franche-Comté i östra Frankrike. Kommunen ligger i kantonen Marnay som tillhör arrondissementet Vesoul. År 2022 hade Beaumotte-lès-Pin 283 invånare.

## Befolkningsutveckling
Antalet invånare i kommunen Beaumotte-lès-Pin
| Referens: INSEE |